# Svanibor Pettan
Svanibor Pettan, slovenski muzikolog in pedagog, * 1960, Zagreb.
Trenutno (2006/07) predava na Oddelku za muzikologijo Filozofske fakultete Univerze v Ljubljani.